# Moldova, Estonia
Moldova este un sat situat în partea de nord-est a Estoniei, în regiunea Ida-Viru. Aparține administrativ de comuna Lüganuse. La recensământul din 2000 avea o populație de 21 locuitori.

## Istorie
În Cartea Funciară Daneză din 1241 este menționat ca Muldillippæ, în 1426 — Mondeleppe, în 1782 — Moldow, iar în 1871 — Moldawi.
În secolul al XV-lea, pământurile satului au trecut de la mănăstirea Kärkna la moșia Hakkhof, iar numele satului a dispărut. În 1782 este menționat Tomáš Moldov, un țăran liber pe moșia Hakkhof, iar în 1835 — Johann Moldau, al cărui nume adițional a devenit din nou denumirea satului.
Pe hărțile militare-topografice ale Imperiului Rus (1846–1863), din care făcea parte gubernia Estonia, satul este desemnat ca Moldova.

## Etimologie
Lingvistul Lauri Kettunen considera că originea denumirii satului Muldova provine de la cuvântul estonian „muld” — care înseamnă „sol”, „pământ”.
Există și o altă explicație, oferită de lingvista estonă Marja Kallasmaa. Se spune că, în trecut, unul dintre proprietarii moșiei Hakkhof a fost ambasador (în alte versiuni — ofițer în timpul Războiului ruso-turc) în Principatul Moldovei. Acesta era însoțit de un slujitor de la moșie, care de trei ori i-a salvat viața stăpânului său în principatul menționat. Când stăpânul s-a întors în patrie, drept recunoștință pentru salvarea vieții, i-a oferit slujitorului o parcelă de pământ și pădure din moșia sa și l-a eliberat de dependența iobăgiei și de toate taxele. De asemenea, i-a dat numele de familie Moldau. Acesta s-a mutat pe pământul oferit — astfel a apărut satul Moldova.

## Populație
Conform datelor recensământului din 2011, în satul Moldova locuiau 30 de persoane, dintre care 23 (76,7%) erau estoni.
La 1 ianuarie 2020, satul avea 26 de locuitori, împărțiți în mod egal între bărbați și femei (13 bărbați și 13 femei). În sat locuiau 2 copii cu vârsta de până la 14 ani și 8 persoane în vârstă de 65 de ani și peste.
Conform recensământului din 2021, populația satului era de 26 de persoane, dintre care 17 (65,4%) erau estonieni.
Evoluția populației satului Moldova conform datelor recensămintelor:
| An        | 1959 | 1970 | 1979 | 1989 | 2000 | 2011 | 2021 |
| --------- | ---- | ---- | ---- | ---- | ---- | ---- | ---- |
| Populație | 113  | 67   | 26   | 13   | 20   | 30   | 26   |